# Keith Newton (Fußballspieler)
Keith Robert Newton (* 23. Juni 1941 in Manchester, England; † 15. Juni 1998 in Blackburn) war ein englischer Fußballspieler und als 27-facher Nationalspieler seines Landes zudem bei der WM 1970 in Mexiko aktiv.

## Sportlicher Werdegang
Newton schloss sich im Jugendalter den Blackburn Rovers an und gewann 1959 als zentraler defensiver Mittelfeldspieler, im damaligen System „Centre Half“ genannt, den Nachwuchstitel im FA Youth Cup. Er konnte sich anschließend schnell in der ersten Mannschaft, die in der First Division spielte, auf der Position der linken Außenverteidigers etablieren und wechselte später auf die rechte Abwehrposition, wo er eine identische Leistungsstärke mit einem überdurchschnittlich guten Passspiel entwickelte.
Obwohl sich der Verein in der Saison 1965/66 im Abstiegskampf befand und zum Saisonende auch den Gang in die Second Division antreten musste, kam Newton am 23. Februar 1966 beim 1:0-Sieg gegen Deutschland im Wembley-Stadion als Linksverteidiger zu seinem Nationalmannschaftseinstand. Er wurde zwar nicht für die WM 1966 im eigenen Land nominiert, wurde aber in der Folgezeit, obwohl er für Blackburn weiter nur in der zweiten Liga spielen sollte, regelmäßig zu Länderspielen berufen. Er nahm dabei an der EM 1968 in Italien teil und verlor mit seiner Mannschaft im Halbfinale gegen Jugoslawien mit 0:1.
Als das Weltmeisterschaftsturnier in Mexiko nahte, wechselte Newton für eine Ablösesumme von 80.000 Pfund im Dezember 1969 zurück in die höchste Spielklasse zum FC Everton. Dort gewann er auf Anhieb die englische Meisterschaft und wurde in den Kader für die WM nominiert. Bei dem Weltmeisterschaftsturnier kam Newton in drei Spielen zum Zuge und stand auch bei der 2:3-Niederlage im Achtelfinale gegen Deutschland auf dem Platz. Dieses Spiel, mit dem England aus dem Turnier ausschied, sollte gleichzeitig Newtons letzter Einsatz für die Nationalmannschaft sein.
In Everton fand sich Newton plötzlich in einer Situation wieder, in der er seinen Stammplatz nach Differenzen mit Trainer Harry Catterick verlor und genauso häufig auf der Ersatzbank saß, wie er noch zu Einsätzen kam. Newton erhielt daraufhin die Freigabe für einen Transfer und wechselte wieder in die zweite Liga zum FC Burnley. Dort fand Newton als Linksverteidiger zu alter Stärke zurück und wurde auf Anhieb zu einem Publikumsliebling, was aufgrund der Rivalität zu seinem alten Verein, den Blackburn Rovers, etwas überraschte. Seine Leistungen waren trotz eines Alter von nunmehr 31 Jahren derart überzeugend, dass von Seiten der Vereinsführung Burnleys mehrfach sogar ein Comeback für England gefordert wurde, was sich jedoch nicht mehr erfüllen sollte.
Newton gelang mit Burnley über die Zweitligameisterschaft im Jahr 1973 der Sprung in die First Division und bildete fortan mit der Neuverpflichtung Peter Noble ein außergewöhnlich starkes Außenverteidiger-Duo, das den Verein ins Halbfinale des FA Cups und zu einem siebten Platz in der Meisterschaft führte, das bedeutete, dass die Qualifikation für einen europäischen Wettbewerb nur knapp verpasst wurde. In der anschließenden Saison wechselte Newton auf die rechte Seite, als Ian Brennan  seine Position als linker Abwehrspieler übernahm. Nach dem Abstieg im Jahr 1976 und dem Weggang von Colin Waldron übernahm Newton zunächst das Amt des Mannschaftskapitäns, übergab es zur Mitte der Spielzeit dann aber an Peter Noble.
Newton spielte bis 1978, als er kurz nach einer Partie im Februar des Jahres gegen Brighton & Hove Albion seinen Rücktritt aus dem Profigeschäft zum Saisonende erklärte. Er spielte später noch einige Zeit weiter im Amateurbereich, bevor er dann endgültig das Fußballspielen aufgab.
Er verstarb nach kurzer Krankheit am 15. Juni 1998, kurz vor seinem 57. Geburtstag.

## Erfolge
- Englischer Meister: 1970
- Charity-Shield-Sieger: 1970
- FA Youth Cup: 1959